# Mancomunidad Yeltes
La mancomunidad Yeltes es una agrupación administrativa de municipios en la provincia de Salamanca, Castilla y León, España.

## Municipios
- Bogajo
- Fuenteliante
- Moronta (Anejo: Escuernavacas)
- Pozos de Hinojo (Anejos: El Cuartón, Ituerino, Traguntía y El Palancar)
- Villares de Yeltes (Anejo: Pedro Álvaro)
- Villavieja de Yeltes
- Yecla de Yeltes (Anejo: Gema de Yeltes)